# Fine Feathers
Fine Feathers er en britisk stumfilm fra 1915 af Maurice Elvey.

## Medvirkende
- Elisabeth Risdon som Meg Roberts.
- Fred Groves som Richard Dean.
- Douglas Payne som Dr. Beverley.
- Daisy Cordell som Mrs. Beverley.
- Kenelm Foss som Saxton.